# Popești (Vâlcea)
Pour les articles homonymes, voir Popești.
Popești est une commune du județ de Vâlcea en Roumanie.